# أغنيس كريستينا لوت
أغنيس كريستينا لوت (بالإنجليزية: Agnes Christina Laut)‏ (11 فبراير 1871 - 15 نوفمبر 1936 ) مؤرخة، وروائية من كندا.